# Guarea cedrata

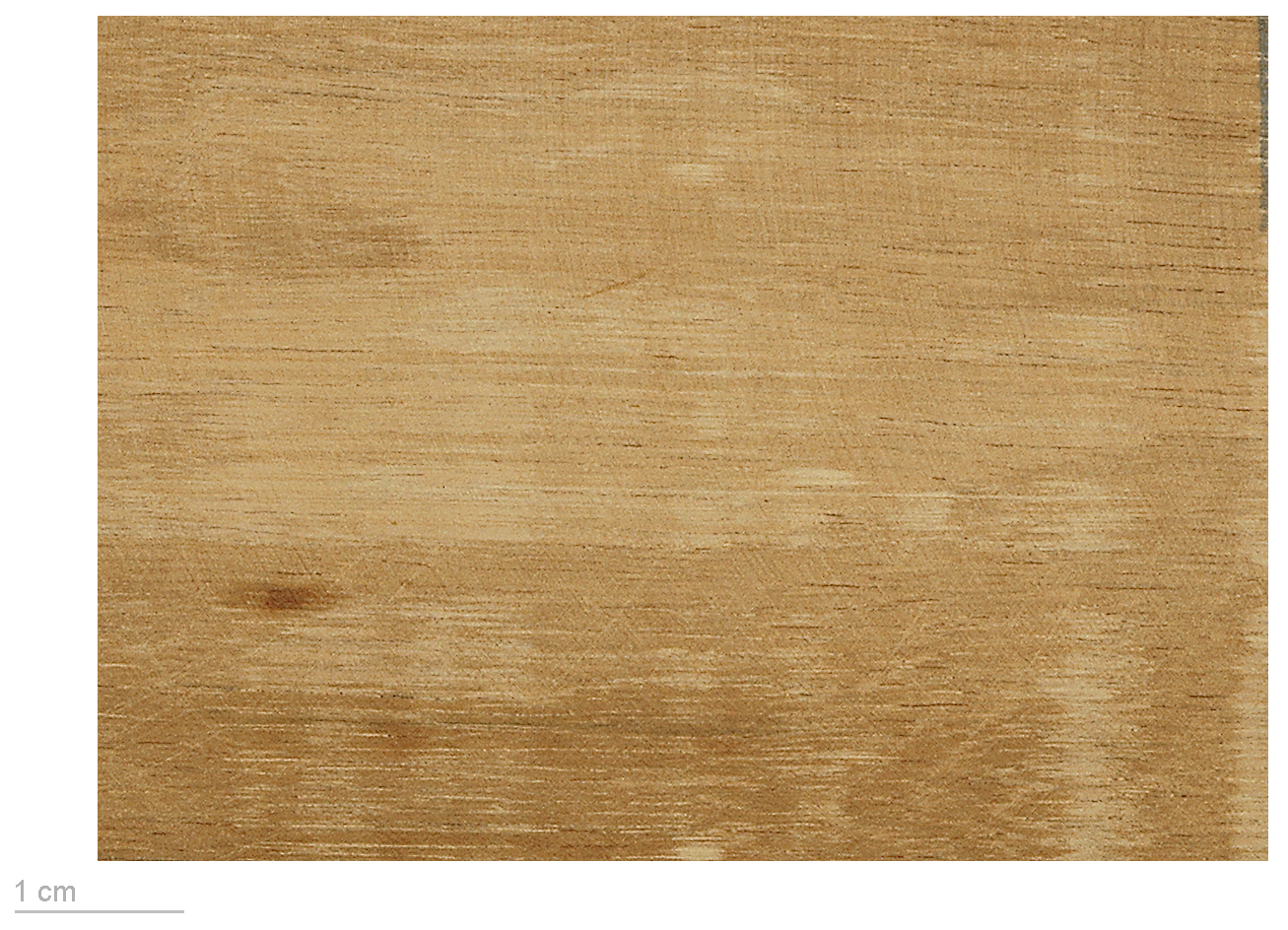
Guarea cedrata

Guarea cedrata (tiếng Anh thường gọi là Light Bossé hoặc Scented Guarea) là một loài thực vật thuộc họ Meliaceae. Loài này có ở Cameroon, Cộng hòa Congo, Cộng hòa Dân chủ Congo, Bờ Biển Ngà, Ghana, Liberia, Nigeria, Sierra Leone, và Uganda. Chúng hiện đang bị đe dọa vì mất môi trường sống.